# 장형석 (축구인)
장형석(張亨碩, 1972년 7월 7일 ~ )은 대한민국의 전직 축구 선수로 선수 시절 포지션은 수비수였다.

## 클럽 경력
1992년부터 1999년까지 울산 현대 호랑이 소속으로 활동했다. 1999년부터 2001년까지 안양 LG 치타스 소속으로 활동했고 2002년에 부천 SK에서 활동했다.

## 국가대표 경력
1997년 9월 28일에 열린 일본과의 1998년 FIFA 월드컵 아시아 지역 예선 원정 경기에 처음 출전했다. 1998년 4월 18일에 열린 마케도니아와의 친선 경기에서 1골을 기록했고 1997년부터 1998년까지 대한민국 축구 국가대표팀에서 10경기에 출전했다. 1998년 FIFA 월드컵에서는 멕시코, 벨기에와의 조별 예선 경기에서 교체 출전했다.